# (7644) Cslewis
(7644) Cslewis est un astéroïde de la ceinture principale.

## Description
(7644) Cslewis est un astéroïde de la ceinture principale. Il fut découvert le 4 novembre 1988 à l'Observatoire Kleť par Antonín Mrkos. Il présente une orbite caractérisée par un demi-grand axe de 2,58 UA, une excentricité de 0,13 et une inclinaison de 13,8° par rapport à l'écliptique.

## Compléments